# 利益団体
利益団体（りえきだんたい、英: interest group）とは、目標の実現や利益の確保のために、社会や政治に影響を与えようとする、政党以外の団体である。圧力団体（あつりょくだんたい）、利益集団（りえきしゅうだん）、プレッシャー・グループともいう。会員同士の親睦や互助を行なったり、会員の団結による社会的提言や社会貢献、研究も行う。しばしば議会への影響力拡大のために組織内議員を擁し、それが一政党の過半数を占めることもある。

## 概要
利益団体の具体的な活動形態として政治家や政党への献金（政治献金）、請願、票集め、パブリック・コメントにおける政策提言や情報提供、各種メディアを通じた広告キャンペーンの展開、専門性を活かした社会貢献の活動、街頭行動、専門的な研究、会員同士の交流や互助活動などがある。
ロビー活動と呼ばれる政治の院外活動に関して、日本では、利益団体が議員を通して行政・官僚へ働きかけることが多い。利益団体などの社会的共同体の動きを重視する思想をコーポラティズムという。
利害関係者として、立法府の公聴会、中央政府や地方政府の懇談会・審議会などに公述人や専門委員を輩出するなどの役目もある。
国際機関においても利益団体が諮問機関に加わって活動している。例えば国際連合の国際連合経済社会理事会や欧州連合の経済社会評議会 (EU)のケースがある。
日本の例としては厚生労働省内に設置された労働政策審議会では、労働者代表として日本労働組合総連合会（連合）系の労組の役員が、使用者代表として日本経済団体連合会（経団連）が参加している。
利益団体は時に対立しあうケースもある。一例を挙げる。
- 労働者側の団体（労働組合）と使用者側の団体（経済団体または雇用者団体（英語版））の対立。
- 労働組合同士の路線の違い。紅色組合と御用組合の対立など。）。
- 職能団体や事業者団体の間での縄張り争い、利権争い。
- 地域の開発に賛成する経済団体、業界団体、地縁団体とそれに反対する環境保護団体や地縁団体の対立。
- ポリティカル・コレクトネスの遵守を求める人権派と自らの信仰を優先する宗教右派の対立。
- プロライフ団体とプロチョイス団体の対立。

アメリカで発達し、利益団体が政治に与える影響の強さを示すエピソードとしてしばしば挙げられるものに、銃の所持の問題がある。銃による犯罪や事故が相次ぐアメリカでは、犯罪銃規制を強化しようとする動きがあるが、全米ライフル協会は政治献金や広告キャンペーンを通じてこれに反対し、一般人による銃の所持を規制しないように働きかけている。

## 選挙との関係
政党は有権者全ての利益を集約する機能（利益集約機能）が主なため、利益を表出する機能がほとんど失われているとされる。そこで、利益団体によって、その団体に属する者の利益を表出する（利益表出機能）ことにより政党の機能を補完しているという特徴がある。
反例として、比例代表制で選ばれる政党がある。比例代表制に於いては、一定以上の割合の有権者から支持を受ければ、他の大多数の有権者から非難を受けても議席を獲得することが出来る。このため、利益集約機能を一部の有権者に特化させ、集約機能が有権者全てに汎用化されている政党から議席を奪う戦略が有効となる。
よって、比例代表制を勝ち抜いた政党の多くは、有権者全体の利益を集約する機能を失っており、代わりに、特化先に選んだ有権者層の利益集約機能を得る。結果として、比例代表制に於ける政党と利益団体との違いは、利益を表出される有権者の、団体への加入タイミングのみである。前者では、団体側が表出利益を先に提示し、個々の有権者は自分の利益を正しく表出した団体への投票という形で加入する。後者では、有権者が先に特定の団体に加入し、団体は加入者の利益を集約する。
職能団体・業界団体・労働団体・各種の当事者団体等の利益団体が直接的に議会に団体の代表を送り出す方式もある。これを職能代表制や職能議会という。

## 主な利益団体の種類
- 労働組合
- 職能団体
- 経済団体
  - 業界団体
  - 同業組合
  - 事業者団体
  - 協業組合
  - 商工組合
- 協同組合
  - 生活協同組合
  - 労働者協同組合
  - 農業協同組合
  - 漁業協同組合
  - 森林組合
- 宗教団体
- 市民団体
  - 人権団体
  - 中間支援組織
  - NGO・NPO
- 文化団体
  - 学術団体
  - 教化団体
- 医療・福祉の団体
  - 病院協会
  - 社会福祉協議会
- 地方自治に関する団体
  - 地方六団体
- 学生団体
- 消費者団体
  - 借家人組合
- 納税者団体
- 農民組合
- 自然保護団体
  - 環境保護団体
  - 動物保護団体
- ギルド・株仲間
- 当事者団体
  - 各種の自治会
  - その国における先住民族や少数民族による団体
  - その国における外国人の団体
  - 被差別民の団体
  - 障害者団体
  - 自助グループ
  - 患者支援団体
  - 社交界・門地や氏族に関する団体
  - 女性団体
  - LGBTコミュニティ
  - 男性団体
  - 世代に関する団体
    - 児童会
    - 青年団
    - 高齢者団体など。

  - 戦争や紛争や事件、災害や公害における被災者・避難者・難民らが結成した団体
    - 難民団体・被災者団体・被爆者の団体、拉致被害者の団体、被害者の会

## 関連図書
- Dahl, R. A. 1981. Dilemmas of Pluralist Democracy. New Haven: Yale Univ. Press.
- Katzenstein, P. 1984. Corporatism and Change: Austria, Switzerland and the politics of industry. Ithaca: Cornell Univ. Press.
- Katzenstein, P. Small States in World Markets. Ithaca, New York: Cornell Univ. Press.
- Keeler, J. 1987. The Politics of Neocorporatism in France. New York: Oxford Univ. Press.
- Moe, T. 1980. The Organization of Interests. Chicago: Univ. of Chicago Press.
- Olson, M. 1965. The Logic of Collective Action: Public Goods and the Theory of Groups. Cambridge, Mass.: Harvard Univ. Press.
  - オルソン著、依田博、森脇俊雅訳『集合行為論　公共財と集団理論』ミネルヴァ書房、1983年、新装版1996年
- Olson, M. 1982. The Rise and Decline of Nations. New Haven: Yale Univ. Press.
  - オルソン著、加藤寛監訳『国家興亡論　「集合行為論」からみた盛衰の科学』PHP研究所、1991年
- Richardson, J. J. and Jordan, A. G. 1985. Government under Pressure: The Policy Process in a Post Parliamentary Democracy. Oxford: Basil Blackwell.
- Schlozman, K. and Tierney, J. E. 1986. Organized Interests and American Democracy. New York: Harper & Row.
- Wilson, G. 1985. Business and Politics. Chatham, N.J.: Chatham House.
- Zeigler, H. 1988. Pluralism, Corporatism, and Confucianism, Philadelphia: Temple Univ. Press.